# Fricandò di vitello
Il fricandò di vitello (in francese fricandeau) è un secondo piatto diffuso in Svizzera, Spagna e Italia, ove è tipico della Lombardia, del Piemonte e della Valle d'Aosta. È un pezzo di noce di vitello lardellato e aromatizzato con rosmarino e foglie di salvia, fatto stufare e cotto nel sugo di pomodoro.
Non va confuso con l'omonima ricetta scozzese composta da una gamba di vitello insaporita con la pancetta, la torta di campagna francese tipica dell'Aveyron, e il fricandò di verdure, un piatto simile alla ratatuia.

## Etimologia
La parola fricandeau deriva forse dall'occitano frica, che proviene a sua volta dal latino frigere, ovvero "friggere". Ciò è dovuto al fatto che la carne usata per preparare il piatto viene fritta nell'olio, nel burro, o in una miscela composta da entrambi gli ingredienti.

## Alimenti simili
In Catalogna viene cucinata una variante del fricandò con vitello e funghi prugnoli. Nella provincia di Zamora viene preparato il fricandor, una ratatuia con carne o baccalà in umido.
In Piemonte, il fricandò viene accompagnato dalle patate. Il sugo usato per preparare tale piatto è ideale per condire le tagliatelle all'uovo.